# La maschera (film 1933)
La maschera è un film del 1933, diretto da Richard Wallace.